# Холтобино
Холтобино — деревня в Тульской области России.
В рамках административно-территориального устройства входит в Шишловский сельский округ Новомосковского района, в рамках организации местного самоуправления включается в муниципальное образование город Новомосковск со статусом городского округа.

## География
Расположена в 24 км к северо-востоку от города Новомосковска.

## Население
| 2002 | 2010 |
| ---- | ---- |
| 398  | ↘360 |

## История
Административно-территориальная принадлежность:
- 14 января 1929 года — 26 сентября 1937 года  — деревня Холтобинского сельсовета Венёвского района Центрально-Промышленной (до 3 июня 1929 года) и Московской (с 3 июня 1929 года) области РСФСР СССР.
- 26 сентября 1937 — 18 июня 1954 года — деревня Холтобинского сельсовета Венёвского района Тульской области РСФСР СССР.
- 18 июня 1954 — 7 января 1958 года — деревня Урусовского сельсовета Венёвского района Тульской области РСФСР СССР.
- 7 января — 1 августа 1958 года — деревня Шишловского сельсовета Гремячевского района Тульской области РСФСР СССР.
- 1 августа 1958 — 13 ноября 1961 года — деревня Шишловского сельсовета Сталиногорского района Тульской области РСФСР СССР.
- 13 ноября 1961 — 1 февраля 1963 года, 12 января 1965 года — 26 декабря 1991 года — деревня Шишловского сельсовета Новомосковского района Тульской области РСФСР СССР.
- 1 февраля 1963 — 12 января 1965 года — деревня Шишловского сельсовета Новомосковского сельского района Тульской области РСФСР СССР.
- 26 декабря 1991 — 22 февраля 1994 года — деревня Шишловского сельсовета Новомосковского района Тульской области РФ.
- С 22 февраля 1994 года по настоящее время — деревня Шишловского сельского округа Новомосковского района Тульской области РФ.